# Sport Clube Estrela
O Sport Clube Estrela, mais conhecido como Estrela de Portalegre, é um clube desportivo centenário, fundado em 1919 na cidade portuguesa de Portalegre.

## História
O Sport Clube Estrela foi fundado em 23 de setembro de 1919, através do grupo formado por Manuel Milhinhos, Domingos Mourato, José Fonseca, Miguel Sajara, Joaquim Bagina, José Maravilha, Edmundo Mão de Ferro, Francisco Pereira, Manuel Caldeira, António Garção, David Paula, Manuel Biquinhos e António Bernardo Ceia.
O nome do Estrela deriva do local das reuniões, junto ao centenário Plátano do Rossio (onde uma placa regista esse dia histórico), sob as estrelas.
A sede própria do clube está situada no Largo Frederico Laranjo, onde são também as instalações do Centro de Convívio para Idosos (depois de muitas sedes, durante os seus 102 anos de existência, esta é já há muitos a "casa" do Sport Clube Estrela).
Dos jogadores do clube, destacam-se nos seus primeiros anos Armando Esteves; Luciano Calado, que se transferiu para o Vitória de Setúbal em 1939/40, tendo jogado 5 épocas nos sadinos;  António Rosa, que foi transferido para o S. L. Benfica em 1952 (onde ficou até à época de 1953/54, tendo jogado também no Salgueiros em 1957/58); Carlos Canário (jogou nas camadas jovens do Sport Clube Estrela de 1931/1932 a 1935/36, e na IIª Liga, em 1936/37 e 1937/1938, fazendo 71 jogos e marcando 36 golos, e sendo 4 vezes Campeão Distrital. Depois da transferência para o Sporting, jogou neste clube de 1938/39 a 1951/52, tendo feito parte da famosa equipa dos "Cinco Violinos", sendo 7 vezes campeão nacional, ganhando ainda 4 Taças de Portugal e 6 Campeonatos de Lisboa. Foi também o jogador alentejano da época mais vezes internacional, vestindo por 10 vezes a camisola da Seleção (contra a Irlanda, País de Gales, Itália, Inglaterra, Escócia e Espanha). No Sporting, fez 271 jogos para o Campeonato e marcou 40 golos, e no total fez 429 jogos e marcou 95 golos); o seu irmão Cristóvão Canário, que jogou no Estrela de 1938/39 até 1945/46 e é considerado um dos melhores futebolistas alentejanos de sempre, marcando 271 golos ao serviço do Estrela; e ainda dois jogadores que também se transferiram para o Sporting, Manuel Santana, "o Calceteiro" (vencedor do Campeonato de Reservas de Lisboa, em 1934/35) e José Lopes, "o Galveias".
Nas décadas áureas de 70 e 80, destacam-se jogadores de grande qualidade, como os guardiões Grilo (8 épocas, entre 1965/66 e 1973/74); Chapelly (10 épocas, entre 1975/76 e 1987/88) e Figueiredo (1982/83 a 1988/89, depois também treinador do Estrela); Formiga (7 épocas, entre 1970/71 e 1979/80);  Curinha (10 épocas, entre 1970/71 a 1983/84); Falcão (1974/75 a 1981/82); Belo Gonçalves (1974/75 a 1986/87); Adérito (8 épocas, entre 1974/75 e 1985/86); Álvaro (1975/76 a 1988/89); Nina (1975/76 a 1978/79); Bétinho (1976/77 a 1989/90); Semedo (1979/80 a 1986/87, depois também treinador das camadas jovens do Estrela); Catinana (1981/82 a 1985/86, depois também treinador do futebol feminino do Estrela); Dorinho (1982/83 a 1985/86); José Monteiro (11 épocas, entre 1984/85 e 2003/04) e Fidalgo (1984/85 a 1986/87), os dois transferidos em finais dos anos 80 para o Vitória de Setúbal, da 1ª Divisão Nacional, entre muitos outros.
Nos anos mais recentes, destacam-se muitos jogadores transferidos para os três grandes do futebol português e outros clubes de nomeada, como o guardião João Garção (camadas jovens do Estrela de 1978/79 a 1986/87, e depois em 1987/88 e 1988/89 nos Seniores da Académica de Coimbra); Rui Cid (camadas jovens do Estrela de 1979/80 a 1986/87. Jogou ainda nos Seniores do Estrela de 1987/88 a 1991/92); Saião (camadas jovens do Estrela de 1982/83 a 1986/87, transferido para os Juniores da Académica em 1987/88. Jogou ainda nos Seniores do Estrela de 1992/93 a 1994/95); Luís Nabais (camadas jovens do Estrela de 1982/83 a 1989/90, tendo sido internacional Júnior. Jogou ainda nos Seniores do Estrela entre 1990/91 e 2005/06 (8 épocas)); José Barros (camadas jovens do Estrela de 1984/85 a 1991/92. Jogou ainda nos Seniores do Estrela de 1992/93 a 1995/96, antigo treinador adjunto do AS Monaco e atual treinador adjunto do Al Ahli Dubai ); Tito (camadas jovens do Estrela de 1984/85 a 1987/88. Jogou ainda nos Seniores do Estrela entre 1996/97 e 2008/09 (5 épocas). Treinador adjunto dos Sub-12 e Sub-13 do Estrela, desde 2021); Renato Sousa (camadas jovens do Estrela de 1985/86 a 1991/92. Jogou ainda nos Seniores do Estrela entre 1992/93 e 2007/08 (4 épocas). Antigo Treinador das camadas jovens do Estrela); Marco Nabais (camadas jovens do Estrela de 1985/86 a 1989/90, transferido para os Juvenis do FC Porto em 1990/91. Jogou ainda nos Juniores do Estrela de 1991/92 a 1992/93 e nos Seniores em 1993/94 e 1998/99); Pedro Canário (camadas jovens do Estrela de 1986/87 a 1994/95. Transferido para o Campomaiorense (da Divisão de Honra), em 1996/97. Jogou ainda nos Seniores do Estrela entre 1995/96 e 2002/03 (5 épocas)); Jorge Cordeiro (camadas jovens do Estrela de 1987/88 a 1991/92, transferido para os Iniciados do Benfica em 1992/93, depois Campeão da Europa de sub-16, em 1995 e Vice-Campeão da Europa de Sub-18, em 1997);  Nuno Coelho (camadas jovens do Estrela de 1988/89 a 1995/96, transferido para o Sporting de Espinho (da Divisão de Honra), em 1999/00. Jogou ainda nos Seniores do Estrela entre 1996/97 e 2002/03 (4 épocas)); Filipe Romão (camadas jovens do Estrela de 1988/89 a 1991/92. Transferido para os Juvenis do Benfica em 1992/93. Jogou ainda nos Seniores do Estrela entre 1994/95 e 2007/08 (10 épocas)); Nuno Alemão (camadas jovens do Estrela de 1989/90 a 1995/96. Transferido para os Juvenis do Benfica em 1996/97. Jogou ainda nos Seniores do Estrela entre 1997/98 e 2007/08 (9 épocas)); Francisco Canário (camadas jovens do Estrela em 2010/11 e 2011/12. Transferido para os Benjamins do Sporting em 2012/13. Campeão Nacional de Iniciados em 2017/18).
Em agosto de 1983, o Estrela recebeu do então Presidente da República, Mário Soares, o distinto estatuto de Pessoa Colectiva de Utilidade Pública, e em 1989, por despacho do Ministro da Educação e Cultura, Roberto Carneiro, viu ser atribuída ao clube a Medalha de Bons Serviços Desportivos.
Em maio de 1998, foram inauguradas a Sala de Troféus e de Honra, na Sede Social do clube e foi feita uma homenagem ao Plátano do Rossio, onde o Sport Clube Estrela nasceu, através de uma placa comemorativa.
Em 1999, foi atribuída ao Estrela, pela Secretaria de Estado do Desporto, a Medalha Desportiva, pelo portalegrense Miranda Calha.
Em 2002, o Presidente da Câmara de Portalegre, Mata Cáceres, atribuiu ao Estrela a Medalha de Mérito Municipal.
Em 2019, o Estrela comemorou o seu Centenário com uma série de iniciativas: o regresso da equipa sénior, uma exposição Retrospectiva na Biblioteca Municipal de Portalegre, o cantar dos Parabéns no dia 23 de setembro, junto ao Plátano do Rossio (na presença de muitos jovens atletas), e ainda com a Gala dos 100 Anos, que juntou centenas de pessoas, desde simpatizantes e sócios, até atuais e antigos dirigentes e atletas.
O Estrela possui todos os escalões jovens, desde os Petizes e Traquinas aos Juniores, movimentando cerca de 200 atletas, e ainda um Centro de Convívio para Idosos, que movimenta na sede (desde 1992), mais de 300 utentes.
Nos escalões jovens do S.C. Estrela, destacam-se, nos últimos anos, os títulos de Benjamins, em 2011 e 2016, Infantis, em 2013 e 2023 (sub-12), Juniores, em 2015 (ao fim de 16 anos) e 2023, Iniciados, em 2018 (ao fim de 20 anos) e Juvenis, em 2023 (ao fim de 16 anos); as vitórias na Taça A.F.P. de Infantis, em 2013, 2023 (Sub-13) e 2024 (Sub-13), de Juvenis, em 2015, 2019, 2022 e 2023, de Iniciados, em 2017, de Juniores, em 2022 e 2023; a Supertaça A.F.P. de Iniciados, em 2015 e 2017, de Juniores, em 2015 e 2018 e de Juvenis, em 2019; e ainda os Torneios de Encerramento e de Abertura de Iniciados, em 2003 e 2015, os Torneios de Encerramento e a Taça de Honra de Juniores, em 2015 e 2018 e o Torneio de Abertura de Infantis Sub-13, em 2024.

## Histórico em futebol
|                                    | Nº Presenças | Títulos | Finais |
| ---------------------------------- | ------------ | ------- | ------ |
| Temporadas na 1ª Divisão           | 0            | -       | -      |
| Temporadas na Liga de Honra        | 0            | -       | -      |
| Temporadas na 2ª Divisão           | 22           | -       | -      |
| Temporadas na 2ª Divisão B         | 3            | -       | -      |
| Temporadas na 3ª Divisão           | 32           | -       | 1      |
| Taça de Portugal                   | 34           | -       | -      |
| Campeonato de Portugal             | 7            | -       | -      |
| Campeonato Distrital A.F.P.        | 57           | 20      | -      |
| Taça A.F.P.                        | -            | 3       | 5      |
| Supertaça A.F.P.                   | -            | 3       | 3      |
| Taça Honra/Mário Paínho (Abertura) | -            | 1       | 3      |

### Classificações (2001 a 2024)
| Escalão          | 00/01 | 01/02 | 02/03 | 03/04 | 04/05 | 05/06 | 06/07 | 07/08 | 08/09 | 09/10 | 21/22 | 23/24 |
| ---------------- | ----- | ----- | ----- | ----- | ----- | ----- | ----- | ----- | ----- | ----- | ----- | ----- |
| 1a Divisão       | -     | -     | -     | -     | -     | -     | -     | -     | -     | -     | -     |       |
| 2a Divisão       | -     | -     | -     | -     | -     | -     | -     | -     | -     | -     | -     |       |
| 2a Divisão B     | -     | -     | 2º    | -     | -     | -     | -     | -     | -     | -     | -     |       |
| III Divisão      | 3º    | 1º    | -     | -     | -     | -     | -     | 16º   | -     | -     | -     |       |
| 1a Divisão Dist. | -     | -     | -     | 3º    | 3º    | 5º    | 1º    | -     | 3º    | 3º    | 7º    | 4º    |

## Participações em campeonatos nacionais e distritais
O Estrela foi o clube do distrito com mais sucesso entre 1926 e 1940, altura em que foi 11 vezes Campeão Distrital de Portalegre em 15 edições (1925/26, 1926/27, 1927/28, 1929/30, 1930/31, 1931/32, 1932/33, 1933/34, 1935/36, 1938/39 e 1939/40).
O Campeonato Distrital de Portalegre iniciou-se em 1911 (organizado pela Associação de Futebol de Portalegre, a 2ª mais antiga do país, fundada em 29 de outubro de 1911, 1 ano depois da Associação de Lisboa). Os seus primeiros campeões foram o Sport Lisboa e Portalegre (em 1911/12, 1912/13 e 1913/14), e o Sport Clube Esperança (em 1914/15 e 1915/16).
Em 1922/23, na 1ª vez que o Estrela participou no campeonato distrital (que regressou 6 anos depois, com a "refundação" da Associação de Futebol de Portalegre, em 1922), foi 3º classificado, atrás do Grupo Futebol Bombeiros Voluntários (0-2, em casa e 1-5, fora) e do campeão Portalegre Tiro e Sport (2-2 em casa e 1-3, fora), e à frente do Alentejo FC (2-1, fora, no 1º jogo oficial do Estrela, a 24 de dezembro de 1922 e 1-3, em casa). Em 1923/24, o campeonato distrital voltou a não ser disputado, e em 1924/25, o Estrela foi 2º classificado, atrás do Alentejo FC.
Em 1925/26, a primeira vez em que o Estrela foi campeão distrital, a vitória foi conseguida apenas no último jogo do campeonato, num empate 1-1 em casa, contra o vice-campeão, o Tiro e Sport. Como curiosidade, refira-se que o Tiro e Sport, em janeiro de 1927, decidiu fundir-se com o Sport Clube Estrela.
Depois de mais duas épocas como campeão, em 1926/27 e 1927/28, o Estrela em 1928/29 foi 3º classificado, atrás do Alentejo FC e do Portalegrense.
Os jogos do Estrela eram disputados, assim como os de todas as equipas da cidade, na Quinta Formosa, no Campo da Fontedeira  (inicialmente designado como Campo da Bola), inaugurado a 2 de Abril de 1911, num jogo entre as equipas dos Bombeiros Voluntários Robinson e dos Bombeiros Voluntários de Portalegre (que, conjuntamente com o Sport Clube Esperança e o Sport Lisboa e Portalegre, foram os primeiros participantes no campeonato distrital, em 1911/12), e que serviu as equipas portalegrenses até maio de 1969 (a época seguinte, a de 1969/70, já foi disputada no pelado do Estádio Municipal).
O clube verde participou na 1ª competição oficial portuguesa, o Campeonato de Portugal, por duas vezes na década de 20 (o apuramento distrital, de presença facultativa, era feito por inscrição, à parte do campeonato distrital): na época de 1925/26, foi o único inscrito no distrito, tendo sido derrotado, em Santarém (campo neutro), pelo Luso de Beja, na 1ª eliminatória, por 0-2.
Em 1928/29, derrotou o Alentejo FC, na final a duas mãos, e depois na 1ª eliminatória perdeu com o Casa Pia, por 0-5, em casa.
Na década de 30, voltou a participar várias vezes no Campeonato de Portugal: na época de 1929/30, apurou-se de forma controversa, no jogo único que resolveu a ida à competição, contra o Portalegrense, que abandonou o campo aos 15 minutos da 2ª parte, com o resultado em 2-1 para o Estrela. Depois, perdeu em casa com o União de Lisboa, na 1ª eliminatória, por 2-5.
Em 1930/31, foi o único inscrito no distrito, tendo sido depois derrotado pelo S.L. Benfica, na 1ª eliminatória, por 3-8, no Campo das Amoreiras.
Em 1931/32, nas meias-finais, o Estrela derrotou o Portalegrense por 4-1, e depois na final o Sport Lisboa e Portalegre, também por 4-1.  No apuramento entre vencedores de distritos, antes da participação no Campeonato de Portugal, venceu por 5-0 na Fontedeira a Académica de Santarém. Na 1ª eliminatória, fez uma brilhante exibição, perdendo com o S.L. Benfica, o detentor do troféu, por apenas 1-2, no Estádio da Fontedeira.
Em 1932/33, novo apuramento atribulado: depois de eliminar por 2-0 o Sport Lisboa e Portalegre, nas meias-finais de Portalegre, venceu o Portalegrense por 2-0 na final. Seguiu-se o jogo decisivo na Fontedeira, contra o vencedor de Elvas, o Sport Lisboa e Elvas, e uma vitória por 3-2. Depois de reclamação do conjunto elvense, o jogo foi repetido e o Estrela voltou a vencer, por 2-1. Na 1ª eliminatória, derrota com o Barreirense, por 0-6, fora.
Em 1933/34, na última participação nesta competição, o Estrela venceu as meias-finais, no jogo de repetição, por 2-0, o Sport Lisboa e Portalegre, e na final derrotou o Portalegrense, por 4-1. Seguidamente, foi derrotado na 1ª eliminatória, pelo Luso do Barreiro, por 1-8 fora, no Campo da Quinta Pequena.
Além das 7 participações do Estrela no Campeonato de Portugal, os outros clubes do nosso distrito nesta competição  foram os seguintes (sempre na 1ª eliminatória): em 1923/24, o União Portalegrense foi derrotado em casa, 0-9, pelo União de Tomar; em 1924/25, o Alentejo FC foi derrotado 11-2, fora, pelo Olhanense e em 1926/27, o Sport Clube Portalegre foi derrotado por 1-7, na Fontedeira, pelo Sporting.
A nível distrital, nas três épocas em que o Estrela não foi campeão distrital, na década de 30, as suas classificações foram as seguintes: em 1934/35, num campeonato dividido, numa 1ª fase, entre Portalegre e Elvas, o Estrela foi 2º classificado (atrás do Portalegrense, o futuro campeão e à frente do Sport Lisboa e Portalegre); em 1936/37 e 1937/38, foi 2º classificado (atrás do Portalegrense).
Depois da criação da IIª Liga em 1934 (em moldes experimentais), cujo acesso se fazia através dos dois primeiros lugares no campeonato distrital, o Estrela esteve presente nas edições de 1935/36 (2º classificado da sua zona, atrás do U. Lisboa), 1936/37 (3º lugar, atrás do Sporting da Covilhã e do Portalegrense) e 1937/38 (2º classificado, atrás do Sp. Covilhã, com os mesmos pontos. A título de curiosidade, neste ano derrotou o grande rival, o Portalegrense, por 10-3, em casa).
Depois da criação da nova 2ª Divisão Nacional, em 1938, o Estrela participou na série respeitante ao Alto Alentejo, tendo inicialmente conseguido brilhantes classificações: em 1938/39, foi 2º, atrás do Juventude de Évora.
No início da década de 40, o Estrela foi 1º classificado em 1939/40 (desta feita à frente do Juventude de Évora, sendo depois derrotado por 2-1 pelo Luso de Beja, fora, no play-off), tendo sido 3º e último classificado em 1941/42 (atrás do Sporting da Covilhã e do Portalegrense) e de novo 3º em 1943/44 (atrás do Portalegrense e do Lanifícios FC), e 6º e último classificado em 1944/45.
A nível distrital, as participações do Estrela foram as seguintes: depois do título em 1939/40, em 1940/41 foi 2º classificado (atrás do Portalegrense); em 1941/42,  foi 3º e penúltimo classificado (atrás do Campomaiorense e Portalegrense); em 1942/43, o Estrela e O Elvas inscreveram-se fora do prazo, e devido à reclamação do Portalegrense, não puderam participar no campeonato; em 1943/44, 2º classificado (atrás do Portalegrense); em 1944/45, 5º e último, tendo perdido na liguilha de despromoção para a 2ª Divisão Distrital, com o Sporting Clube Elvense (no entanto, devido ao fim do futebol sénior do Alentejo FC e do Lanifícios FC, o Estrela no ano seguinte voltou a participar na 1ª Divisão Distrital); em 1945/46 e 1946/47, 5º e último classificado.
Em 1947/48 foi Campeão Distrital, o que lhe deu o direito a participar no 1º Campeonato Nacional da 3ª Divisão, onde foi eliminado na 2ª eliminatória (4ºs final) pelo C.D. Faro (depois Farense), por 0-0 (fora), 2-2 (em casa) e 0-1, após jogo de desempate, depois de ter eliminado o Ateneu de Reguengos (1-3, fora e 5-2, em casa).
Em 1948/49, depois de voltar a ser Campeão Distrital, perdeu na 1ª eliminatória (8ª vos de final), com o Estrela de Vendas Novas (0-2, fora e 0-1, em casa).
Na década de 50, o Estrela participou de novo na 2ª Divisão Nacional em 1949/50, na série do Alto Alentejo, sendo 8º e último classificado (num ano em que o campeonato distrital foi apenas disputado por duas equipas, o Alter do Chão e o Matuzarense).
Devido à reformulação da 2ª Divisão Nacional, que passou a ter o formato de 4 séries de 10 equipas, o Estrela no ano seguinte competiu na 3ª Divisão, nas séries do Alentejo: na época de 1950/51, foi 3º na sua série (atrás do Portalegrense e do Juventude de Évora); em 1951/52, venceu a sua série (à frente do Luso Morense), sendo posteriormente eliminado na 2ª fase pelo Lusitano V.R.S.A. (0-3, fora e 1-1, em casa); também venceu a sua série, mas sem conseguir o objetivo da subida, em 1952/53 (à frente do Alter do Chão, sem derrotas), eliminado na 2ª fase pelo Farense (4-2, em casa e 0-5, fora); em 1953/54 (depois de ser Campeão Distrital), venceu a sua série (à frente do Estremoz e Estrela de Vendas Novas), mas foi eliminado na 2ª fase pelo Aljustrelense (0-6, fora e 2-2, em casa); foi 2º em 1954/55 (atrás d' O Elvas, que depois se sagraria campeão nacional); voltou a vencer a sua série em 1955/56 (Campeão Distrital, sendo a única equipa que se inscreveu na prova), à frente do Estrela de Vendas Novas, o outro participante, sendo as duas equipas apuradas para a 2ª fase, onde o Estrela foi 4º classificado (atrás do E. Vendas Novas, do Silves e do Serpa); foi 2º em 1956/57 (atrás d' O Elvas e à frente do Campomaiorense), sendo depois 4º classificado na 2ª fase (atrás d' O Elvas, Vila Real de Santo António e Serpa); foi 4º e antepenúltimo em 1957/58 (Campeão Distrital), atrás do Estrela de Vendas Novas, do Campomaiorense e d' O Elvas; foi 3º classificado em 1958/59 (atrás dos dois apurados para a 2ª fase, O Elvas e o União de Montemor).
A nível distrital, o Estrela foi 4º classificado em 1951 (atrás do Campomaiorense, Portalegrense e O Elvas); 3º em 1952 (atrás do Portalegrense e O Elvas);  3º em 1953 (atrás do Portalegrense e do Elvas); depois do título distrital em 1954, foi 2º em 1955 (perdendo em casa na última jornada, no jogo do título, por 1-2 com O Elvas); depois de novo título distrital em 1956 (sem oponentes), o Estrela voltou a ser vice-campeão em 1957 (de novo atrás d' O Elvas); depois de novo título de campeão em 1958, o Estrela foi 3º e último classificado em 1959 (atrás do Campomaiorense e d' O Elvas).
No início da década de 60, o Estrela participou na 1ª Fase da 3ª Divisão, ainda nos moldes antigos (apuramento no Alentejo): em 1959/60 foi 6º (numa série com 8 equipas, não havendo no entanto despromoção); em 1960/61 foi 3º na sua série, atrás do Portalegrense e do Campomaiorense, as duas equipas apuradas para a 2ª fase e em 1961/62 foi 7º e antepenúltimo lugar.
No campeonato distrital, em 1960 foi 3º (atrás do Campomaiorense e do Portalegrense); em 1961 foi 3º (atrás d' O Elvas e do Portalegrense) e em 1962 foi 3º e último (atrás d' O Elvas e do Portalegrense).
Nas épocas de 1963 a 1967, o campeonato distrital apurou apenas o campeão para a 3ª Divisão, e o Estrela teve pouco sucesso desportivo: em 1963, foi 3º e último classificado (atrás do Elvas e do Campomaiorense); em 1964, foi 4º e último classificado (atrás do Elvas, Campomaiorense e Portalegrense); em 1965 e 1966, foi vice-campeão (atrás do Portalegrense) e em 1967 foi 4º e último (atrás d' O Elvas, Campomaiorense e Portalegrense).
Com a reformulação da 3ª Divisão em 1968 (passando a funcionar por séries, nos moldes que teve até 2013), e com a sua vitória no Campeonato Distrital de 1968, o Estrela ganhou o direito a participar no último escalão do futebol português em 1969 (8º lugar, nesta época sem despromoções).
Na década de 70, o Estrela conseguiu a manutenção na época de 1969/70 (11º lugar, 1 ponto à frente do despromovido Ferroviários), e em 1970/71 ficou em 10º lugar, com mais 3 pontos que o despromovido Vilafranquense. A época de 1971/72, cheia de expetativas, foi um fracasso em termos desportivos, com uma descida aos distritais na última jornada (13º lugar, com os mesmos pontos que O Elvas, com quem perdeu no confronto direto: 0-0 em casa, 0-1, fora), e ficou marcada pela presença do Magriço e campeão europeu em 1961 e 1962 pelo S.L. Benfica, Mário Coluna, em Portalegre, como treinador jogador.
No ano seguinte, 1972/73, deu-se o regresso ao Nacional da 3ª Divisão, com a vitória no Campeonato Distrital, em igualdade pontual com o Eléctrico (e também igualdade no confronto direto, 0-1, fora e 1-0, em casa), tendo o campeão sido decidido no Goal Average, com o Estrela a ter mais um golo (38-4 contra 34-1). De referir que nas duas últimas jornadas, os resultados foram os seguintes: 5ª jornada: Elvenses/Estrela, 0-10 e Eléctrico/Nisa, 8-0; 6ª jornada: Eléctrico/Elvenses, 17-0 e Estrela/Nisa, 15-0.
A época de 1973/74, de novo com subida, foi uma época de quase glória para o Estrela, ascendendo pela 1ª vez à chamada 2ª Divisão, nesse formato (24 anos depois da última participação na então 2ª Divisão Nacional), tendo sido pela única vez finalista vencido do Campeonato Nacional da 3ª Divisão, depois de vencer a sua série com 2 pontos de avanço sobre o U. Almeirim, e de eliminar o Estoril nas meias-finais (2-1 fora e 1-1 em casa, contra uma equipa em que era titular o antigo selecionador nacional, Fernando Santos), sendo derrotado em Leiria pelo Paços de Ferreira, por 1-2, no último minuto do prolongamento.
Nesse jogo, o Estrela alinhou da seguinte forma, orientado por Joaquim Teixeira: Grilo, Simplício, Sampaio, Castela (cap.), Quim, Nelo, Carolino, Mafra (Laranjo, 74 mn), Romão, Cândido Paris e Correia (Raposo, 91 mn). O golo do Estrela foi apontado por Carolino, aos 46 mn.
O Estrela teve épocas tranquilas em 1974/75 (11º lugar, 5 pontos à frente do U. Montemor, que foi à liguilha de despromoção) e 1975/76 (11º lugar: numa época com alargamento da 2ª Divisão, terminou com 4 pontos de avanço ao U. Leiria, que foi à liguilha de despromoção).
A época de 1976/77 foi a mais brilhante da sua história, pois o Estrela esteve a um empate de ascender à 1ª Divisão Nacional, terminando com os mesmos pontos do Feirense (1-0 em casa e 0-3 fora, no confronto direto), e com 4 pontos de avanço ao Portalegrense, tendo sido nesta época treinado por Félix Mourinho, pai de José Mourinho (que foi jogador das categorias jovens do Estrela, nomeadamente no escalão de Iniciados, no primeiro ano em que se disputou o Distrital desta categoria. O Estrela foi vice-campeão distrital, perdendo na final com o Portalegrense por 0-1), e ficando em 2º lugar na liguilha de subida, atrás do Sporting de Espinho (1-5 e 1-0), e à frente da CUF (3-6 e 2-0).
O Plantel do Estrela nessa época era constituído pelos seguintes jogadores: Chapelli, Moutinho e Vilela (G.R.), Espírito Santo, Manuel Lino, Figueiredo, Jaime, Nina, Rodrigues, Gancho, Quim, Leitão, Falcão, Louro, Calado, Álvaro, Néné, Adérito, Betinho, Prieto, Formiga e Belo Gonçalves.
O jogo mais importante da época ocorreu a 08 de maio de 1977, no Municipal de Portalegre, no derby Portalegrense - Estrela. À partida para esta jornada, o Feirense era líder, com 39 pontos e vantagem direta sobre o Estrela, com os mesmos pontos (o Estrela tinha vencido 1-0, em casa e perdido 0-3, fora, na 25ª jornada, altura em que o Estrela perdeu a liderança); e também vantagem direta sobre o Portalegrense (embora tivesse ganho 2-1 fora, e perdido 0-1, em casa, tinha uma vantagem de 7 golos, no Goal Average), com 37 pontos, ainda com hipóteses matemáticas de subir ou ir à liguilha.
Na 29ª jornada, o Portalegrense venceu o Estrela, com um golo de Catinana aos 87 minutos, igualando o seu rival na classificação, mas com desvantagem no confronto direto (0-2, na 1ª volta). O Feirense, vencendo 2-0 em Viseu, festejou a subida. No entanto, deu-se um volte face antes da última jornada, com o União de Coimbra a perder na secretaria, por alinhação indevida de um jogador, os 4 primeiros jogos do campeonato (incluindo o da 4ª jornada, em que goleou o Estrela por 1-5). A esperança da subida voltou por uns dias a Portalegre e ao Estrela (o Portalegrense já tinha ficado fora da subida e da liguilha, agora a 2 pontos do Estrela e do Feirense, mas em desvantagem num eventual desempate a três).
Na 30ª jornada, os resultados nada mudaram, com o Feirense a "festejar" pela 2ª vez numa semana a subida à 1ª Divisão (3-0 em casa com o Caldas, que desceu), e o Estrela a cumprir, mas sem conseguir subir (3-0 em casa ao Marinhense), e o Portalegrense ficando ainda mais longe dos primeiros da tabela (1-3 em Leiria).
Nas épocas seguintes, com ambições de subida, os resultados não apareceram: em 1977/78, o Estrela terminou em 5º lugar o campeonato (a 1 ponto do U. Tomar, 3 do Portalegrense, 8 do Ac. Viseu e 15 do Beira-Mar). A título de curiosidade, refira-se que o último jogo oficial de Eusébio em Portugal foi disputado no Municipal de Portalegre, com o resultado de S.C. Estrela 2 - União de Tomar 0, na 25ª jornada, a 06 de maio de 1978. Em 1978/79, o Estrela ficou em 4º lugar (a 6 pontos do Feirense, 14 do União de Lamas e 15 do União de Leiria).
Na década de 80, em 1979/80 o Estrela ficou em 7º lugar (6 pontos acima da última equipa despromovida, o União de Coimbra). Em 1980/81, o Estrela ficou em último lugar na sua série (a 6 pontos do Benfica C. Branco e da permanência), descendo ao fim de 7 épocas consecutivas na 2ª Divisão, um recorde para o clube.
Em 1981/82, o Estrela subiu de novo à 2ª Divisão, ficando em 2º na sua série, a 5 pontos do Torreense e com os mesmos pontos que o Caldas e 2 de avanço ao Campomaiorense. O final de época foi dramático, com o Estrela a recuperar de uma desvantagem que chegou a ser de 4 pontos para os vizinhos da Raia (à 22ª jornada), igualando finalmente a equipa de Campo Maior na 28ª e antepenúltima jornada, com uma vitória por 2-1 em casa (e um empate no confronto direto, tendo sido derrotado por 0-1 fora, mas com vantagem no Goal Average de 11 golos). A duas jornadas do fim, três equipas estavam igualadas no 2º lugar, com 34 pontos, mas o Estrela tinha vantagem no confronto direto com o Caldas (1-1, fora e 4-0, em casa), e também num eventual campeonato a três no final da classificação (7 pontos, os mesmos que o Caldas e 2 do Campomaiorense). As duas últimas jornadas viram o Estrela aguentar a pressão, vencendo por 3-2 em Marrazes e por 3-0 em casa o Vieirense, em mais um dia de festa no Municipal.
Em 1982/83, novo sobe e desce (13º lugar, 2 pontos atrás do Académico de Viseu e do Peniche). Depois de uma época irregular, o Estrela caiu à 25ª jornada para os lugares de despromoção, com uma derrota em Leiria por 0-2, mas a esperança estrelista ainda se manteve até à 28ª jornada, e uma goleada em casa por 5-0 ao Estarreja. A descida consumou-se na penúltima jornada, com uma derrota por 1-5 em Águeda, equipa que subiria à 1ª Divisão.
Em 1983/84 , o S. C. Estrela venceu a Série D da 3ª Divisão, com 6 pontos de avanço ao Marinhense e 13 ao S.L. Marinha, e depois apurando-se para a final, eliminando na 2ª fase o Montijo (4-2 em casa e 1-3, fora) e o Campinense (4-1, em casa e 5-2, fora), que não se disputou, devido a um imbróglio processual na Zona Norte, entre o D. Aves, vencedor de uma das séries (juntamente com o Lourosa e o Estarreja), e o Felgueiras, 2º classificado. A festa da subida foi feita à 27ª jornada, com uma goleada por 6-1 em casa ao Atouguiense.
Em 1984/85, o Estrela participou no Nacional da 2ª Divisão, conseguindo a manutenção de forma dramática: chegaram 4 equipas ao fim do campeonato com 27 pontos (Caldas, Alcobaça, Estrela e Guarda). Neste minicampeonato a 4, o Estrela ficou em 3º, com 2 pontos de avanço ao Guarda, embora tivesse desvantagem no confronto direto com esta equipa (3-2, em casa e 0-4, fora, na penúltima jornada), conseguindo assim o 12º e último lugar que dava a manutenção. À partida para a última jornada, embora tivesse sofrido uma pesada goleada na Guarda, o Estrela sabia que um empate seria suficiente (mas a derrota poderia ser fatal), devido à vantagem de 1 ponto em relação ao Ginásio de Alcobaça (e à vantagem no confronto direto: 5-0, em casa, 0-3, fora). Na última jornada, o Estrela recebeu o Sporting da Covilhã, a necessitar também de um empate para subir à 1ª Divisão. O resultado final, 0-0, satisfez as duas equipas, e com a vitória do Alcobaça por 2-0 ao Torreense, o despromovido foi o Guarda, que dependendo só de si próprio, empatou 1-1 em Mangualde, também "aflito" (na eventualidade de uma vitória do Guarda, o despromovido seria o Alcobaça, num campeonato a três com o Estrela e o Caldas). Nesta época, o Estrela venceu também a 1ª edição da Taça da A.F.P., derrotando nas meias-finais o Eléctrico e na final O Elvas, que nesse ano ascendeu à 1ª Divisão.
Em 1985/86, o Estrela classificou-se no 5º lugar, uma das suas melhores temporadas de sempre, com um plantel modesto (a 1 ponto do Beira-Mar, 6 do Feirense, 9 do Águeda e 10 d' O Elvas). A título de curiosidade, refira-se que o Estrela jogou no campo pelado "emprestado" de Alter do Chão, enquanto o Municipal de Portalegre adquiria a relva. A inauguração do relvado foi no dia 15 de agosto de 1986, com um jogo amigável entre o Estrela e o Portalegrense (0-1), antecedido de um jogo de Infantis entre os dois clubes (2-2).
Em 1986/87, o Estrela ficou em 13º lugar, "escapando" à despromoção apenas devido ao posterior alargamento da 2ª Divisão Nacional, que fez com que nesse ano nenhuma equipa descesse à 3ª Divisão. Foi uma época de sofrimento, com o Estrela sempre em posições de despromoção, mas nas últimas jornadas, uma série de bons resultados fizeram o Estrela ter esperança (3 vitórias em casa e 2 empates fora, da 24ª à 28ª jornada), mas a descida foi mesmo uma realidade. À partida para a última jornada, o Estrela estava a 1 ponto do Mirense  (a quem ganharia num eventual confronto direto, com uma vitória por 5-0 em casa e 0-0, fora), e a 2 pontos do U.Leiria e do Ac. Viseu (que acabaram por perder na última jornada), mas com desvantagem direta com ambas as equipas (assim como num campeonato a três, e até mesmo a quatro, com o Mirense). Enquanto o Estrela derrotou em casa por 1-0 o Sporting da Covilhã (que acabou por subir à 1ª Divisão), o Mirense, que não poderia vencer, foi ganhar tranquilamente por 3-0 ao campo do Guarda, já despromovido. No defeso, o muito falado alargamento confirmou-se, e permitiu ao Estrela manter-se na 2ª Divisão Nacional, depois da desilusão da despromoção.
Em 1987/88, o Estrela repetiria o 5º lugar de dois anos antes (a 7 pontos do U. Leiria, 9 do Torreense, 13 do Beira-Mar e 15 do Ac. Viseu). Finalmente, ao fim de 5 épocas na 2ª Divisão, o Estrela voltou a ser despromovido para a 3ª Divisão em 1988/89 (17º lugar, a 6 pontos da manutenção), onde se manteria até à época de 1993/94, sem classificações de relevo, ocupando sempre postos na 2ª metade da tabela.
Na década de 90, em 1989/90 ficou em 11º lugar, 4 pontos acima da última equipa a descer, o Castelo de Vide; foi 9º classificado em 1990/91, com 12 pontos de avanço ao despromovido Vasco da Gama de Fátima: em 1991/92, foi 12º classificado, 4 pontos à frente do Sourense, despromovido. A manutenção foi assegurada apenas à 32ª jornada, com um empate em casa frente ao Alcanenense, por 1-1; em 1992/93, de novo uma época de sobressaltos, sendo 13º, 1 ponto acima do despromovido Portomosense. Com um empate no confronto direto (1-1, em casa e 0-0, fora), e vantagem no Goal Average, de 16 golos, o Estrela entrou para a última jornada com a necessidade apenas de empatar em Rio Maior. A derrota por 1-3 acabou por servir ao Estrela, já que o Portomosense, a necessitar de ganhar, foi goleado 0-3 pelo Lourinhanense, 1º classificado.
Na época de 1993/94, foi despromovido duas décadas depois ao Distrital, terminando o campeonato em igualdade pontual com o Bombarralense, e em desvantagem no confronto direto (2-0 em casa e 1-4 fora). A última jornada foi dramática, com o Estrela a precisar de ganhar por 3 golos de diferença precisamente ao seu adversário direto, o Bombarralense, acabando no entanto por ficar apenas a um golo da manutenção.
Em 1994/95, o Estrela voltou, 22 anos depois, a vencer o Campeonato Distrital (com 14 pontos de avanço ao Alter do Chão e ao Eléctrico. Na última jornada, o Estrela derrotou por 10-1 o Alter, à altura o 2º classificado), regressando à 3ª Divisão, tendo vencido também a Taça A.F.P. (contra o Alpalhoense, vitórias por 10-0, em casa e 1-0, fora). Em 1995/96, o Estrela fez uma época tranquila, terminando no 8º lugar, 14 pontos acima da linha de água.
Em 1996/97, dá-se a subida para a 2ª Divisão "B", com o 2º lugar na série, 11 pontos atrás do Lourinhanense, à altura satélite do Sporting, e à frente do Portomosense, a 8 pontos de distância. A subida foi garantida à 33ª jornada, com uma vitória expressiva por 3-0, no campo dum dos rivais diretos, o Fátima, e a festa da subida fez-se na última jornada, com uma vitória por 2-1 em casa contra o Sertanense. Em 1997/98, o Estrela fez uma época brilhante, sendo 4º classificado (a 8 pontos da Sanjoanense, 13 do Sporting da Covilhã e 15 da Naval).
No entanto, em 1998/99 desceu para a 3ª Divisão Nacional, numa época em que a despromoção se consumou dramaticamente na última jornada em casa com o Peniche, num dia em que bastaria ter empatado para assegurar a manutenção, por troca com o Guarda (devido à vantagem de 6 golos no Goal Average, com uma igualdade no confronto direto: 1-2 em casa e 2-1, fora). Num jogo impróprio para cardíacos, o Estrela empatou aos 69 minutos, com um "tranquilo" Peniche a fazer o 1-2 aos 71 minutos, de nada servindo o apoio do público que encheu o Municipal. Na Guarda, jogo também dramático, com o Ac. Viseu a fazer o 1-2 aos 79 minutos, para o Guarda empatar aos 83 minutos. No entanto, o Guarda acabaria por ser também despromovido, na liguilha dos 14ºs classificados.
Na década de 00, em 1999/00 classificou-se em 5º lugar na sua série da 3ª Divisão (a 5 pontos do Benfica C. Branco, 10 do Portomosense, 14 do Alcains e 15 do Fátima ), e em 2000/01 em 3º lugar, ficando a 2 pontos da subida (atrás do Beneditense e a 6 pontos do Benfica de Castelo Branco). A 4 jornadas do fim, o Estrela estava em posição de subida, perdendo esse lugar com uma derrota em Sernache, por 0-1. À entrada para a última jornada, as duas equipas encontravam-se com os mesmos pontos, mas o Estrela tinha desvantagem no confronto direto: 1-2, fora e 1-1, em casa. Na última jornada, à espera do "milagre" na Benedita, o Estrela empatou a zero com o Portomosense, 4º classificado, com o Beneditense a golear por 4-0 o último classificado, o Alcanenense.
Finalmente, em 2001/02, ascendeu à 2ª Divisão "B", vencendo a sua série com 19 pontos de avanço sobre o Riachense e o Sertanense, e sendo eliminado na 2ª Fase (4º lugar, atrás do Mafra, União Micaelense e Oriental). Nesta época, treinado por Francisco Barão, antigo jogador do Sporting e campeão nacional em 1980 e 1982, o Estrela conseguiu um recorde de 19 vitórias consecutivas, 44 golos marcados e 9 sofridos (alcançado com uma vitória em casa, por 2-0, com o Mirandense. O 1º empate surgiria à 20ª jornada, em Sernache, 1-1), o que lhe valeu, à altura, o registo no famoso livro do Guiness. A festa da subida fez-se à 29ª jornada, contra o Sertanense, numa vitória por 3-1, com o Municipal de Portalegre lotado. De referir que, na última vez que o Estrela defrontou o seu grande rival, o Portalegrense, num jogo oficial a nível nacional, perdeu por 0-1, em casa, na 23ª jornada.
No ano seguinte, 2002/03, treinado por Amândio Barreiras, ficou em 2º lugar no campeonato Nacional da 2ª Divisão "B", a 5 pontos do Feirense, tendo por motivos económicos que prescindir da participação no campeonato do ano seguinte, optando por pagar uma multa e descer aos distritais de Portalegre (devido a essa opção, o Estrela ficou impossibilitado de subir de divisão durante 2 anos). Do plantel do Estrela, entre outros, fazia parte Paulo Monteiro, vencedor da Taça de Portugal pelo Belenenses, em 1989.
Depois de 3 épocas, entre 2004 e 2006, onde a prioridade foi pagar as dívidas à Segurança Social e às Finanças, reduzindo o passivo do clube a zero, o Estrela voltou a vencer o Campeonato Distrital em 2007. Em 2003/04, foi 3º classificado, a 3 pontos do Alter do Chão e a 5 pontos do Eléctrico da Ponte de Sor. Em 2004/05, ficou em 3º, com os mesmos pontos que o Portalegrense e a 13 pontos do Arenense; em 2005/06, foi 5º classificado, a 2 pontos do Alter do Chão, 3 do Nisa, 9 do Portalegrense e 10 do Benavilense.
Em 2006/07, o Estrela sagrou-se 12 anos depois Campeão Distrital (com 8 pontos de avanço ao Campomaiorense), vencedor da Taça e da Supertaça, sem derrotas em nenhuma destas competições, regressando ao Campeonato Nacional da 3ª Divisão. Na Taça, derrotou na final o Campomaiorense, após grandes penalidades (7-6), depois de um empate a 3 golos durante o tempo regulamentar, e na Supertaça Rui Nabeiro, perante o mesmo adversário, o resultado foi de 3-2.
A participação do Estrela no campeonato da 3ª Divisão, série E, na época de 2007/08, foi a sua 32ª participação na 3ª Divisão (e a sua 64ª em competições nacionais oficiais de futebol, em 100 anos de história). A época não correu como o esperado, talvez devido à presença novel na difícil Série E, tendo o Estrela conseguido a 1ª e única vitória apenas na 25ª jornada, ao derrotar fora o Sintrense por 1-0.
Antes do início da 2ª fase (onde a descida aos distritais era praticamente inevitável), o Estrela voltou mais uma vez, devido a motivos económicos, a prescindir da participação, ficando também por isso de novo impossibilitado durante 2 anos de subir à 3ª Divisão Nacional.
A época de 2008/09, feita com "prata da casa" e contenção de despesas, cifrou-se por um honroso 3º lugar no Campeonato Distrital (a 4 pontos do Fronteirense e a 15 pontos do Gavionenses), a presença na final da Taça da Associação, onde foi derrotado em penáltis pelo campeão, os Gavionenses e a vitória na Supertaça Rui Nabeiro, perante o mesmo adversário, por 4-2. Como curiosidade, refira-se que o derbí Estrela-Portalegrense (durante 11 anos, até 2019, o último disputado na categoria de Seniores), se saldou por uma vitória do Estrela por 2-0, em casa, na 19ª jornada do campeonato.
Na década de 10, na época de 2009/10, o Estrela curiosamente alcançou os mesmos resultados que na época anterior, tendo terminado na Divisão de Honra em 3º lugar (a 1 ponto do Elvas e a 3 pontos do FC Crato), e sido também finalista da Taça A.F.P., perdendo por 1-2 no último minuto, contra o novo campeão distrital, o F.C. Crato. Na Supertaça, vitória por 3-2 também contra o F.C. Crato, após prolongamento, a 2ª vitória consecutiva nesta competição, e a 3ª em 4 anos. De mencionar que na 1ª fase, o Estrela foi 1º classificado da sua série, tendo estado 26 jogos sem perder, no total de jogos do Campeonato e Taça.
A época de 2010/11 começou bem em termos desportivos, com excelentes resultados na 1ª fase (apenas com uma derrota em 7 jogos, estando no 3º lugar, atrás do Campomaiorense e do Elvas), mas por razões económicas, a direção decidiu retirar a equipa Sénior do campeonato distrital, de forma a salvaguardar as camadas jovens, o Centro de Convívio para Idosos, a Sede e a própria existência do clube, decisão polémica, mas corajosa, que permitiu ao Estrela não ter o fim de muitos clubes da região e do país.
Na época de 2014/15, ao fim de 3 anos de ausência, o clube voltou a ter equipa no Distrital de futebol, fruto de uma parceria com a empresa nigeriana Elite Sports Group (a quem o clube cedeu todos os direitos desportivos na gestão da equipa Sénior), um grupo de investimento financeiro no futebol. No entanto, depois de uma 1ª fase com bons resultados (2º classificado, atrás do FC Crato, com apenas 1 derrota em 18 jogos), a direção do clube decidiu suspender a participação no Campeonato Distrital, antes do início da 2ª fase, devido ao incumprimento por parte da Elite Sports do acordado com o Estrela.
Em 2019, e em honra da comemoração dos 100 anos do clube, o Estrela voltou, 4 épocas depois, a criar uma equipa de Seniores, feita com a "prata da casa", com um plantel composto por jovens e antigos atletas das camadas jovens do clube, para participar no Campeonato Distrital de 2019/2020. À 5ª jornada, voltou-se a disputar, 11 anos depois, o dérbi da cidade na categoria de Seniores, entre o Estrela e o Portalegrense 1925, com o resultado final de 0-2. Nas vésperas do dérbi da 2ª volta, respeitante à 14ª jornada, em março de 2020, a A.F.P. decidiu suspender o Campeonato Distrital e a Taça, devido à pandemia do Covid-19, provas que seriam canceladas definitivamente em abril.
Na década de 20, na época de 2020/21, o Estrela voltou, 5 anos depois, a conseguir uma vitória no Distrital, iniciando o campeonato derrotando o F.C. Crato, por 3-1. À 3ª jornada, disputou-se de novo o dérbí da cidade, com um Estrela- Portalegrense, que terminou com o resultado de 0-3. Em dezembro, foram suspensas todas as competições da A.F.P., devido à pandemia do Covid-19 e, pelo segundo ano consecutivo, o campeonato foi novamente cancelado em março.
A época de 2021/22 iniciou-se com a participação na Taça de Honra, tendo o Estrela ficado em 4º lugar na Série A. Na Taça da A.F.P., o Estrela foi também 4º classificado, na Série B. No Campeonato Distrital, o Estrela foi 7º classificado, apenas à frente do Castelo de Vide.
Na época 2023/24, o Estrela voltou a participar no Campeonato Distrital de Seniores. Na Taça de Honra, competição que abriu a época, o Estrela, no Grupo B, venceu fora o Eléctrico da Ponte de Sor por 2-1, tendo depois sido derrotado em casa pelo Arronches e Benfica, por 0-1, ficando no 2º lugar do seu grupo, devido ao critério de desempate por idades.
Na Taça da Associação, recém-nomeada Taça Comendador António Costa, o Estrela venceu a 1ª fase, com 4 vitórias e 2 empates, e 15-3 no Goal Average.
Nas meias-finais, o Estrela defrontou o Eléctrico da Ponte de Sor, a duas mãos. No primeiro jogo, fora, foi derrotado por 1-0, resultado que também ocorreu na 2ª mão, em Portalegre.
No Campeonato Distrital, depois de ter lutado até à penúltima jornada pelo título, ficou em 4º lugar, a 2 pontos do Eléctrico, a 4 pontos do Arronches e Benfica e também a 4 pontos do novo campeão, o Mosteirense, com 6 vitórias, 3 empates e 3 derrotas, e 28-12 no Goal Average.
Resumo de vitórias no Campeonato Distrital, Taça A.F.P., Supertaça A.F.P. e Taça de Honra (27):
-- Campeonato Regional de Portalegre: (11)  - 1925–26, 1926–27, 1927–28, 1929–30, 1930–31, 1931–32, 1932–33, 1933–34, 1935–36, 1938–39 e 1939–40
-- AF Portalegre 1ª Divisão: (9) 2006-07, 1994-95, 1972-73, 1967-68, 1957-58, 1955-56, 1953-54, 1948-49 e 1947-48
-- Taça A.F.P. (3): 1984-85, 1994-95, 2006-07 (finalista vencido em 2009 e 2010).
-- Supertaça A.F.P. (3): 2006-07, 2008-09, 2009-10.
Outras vitórias e participações em torneios da A.F.P. (3):
-- Campeonato Distrital Reservas (2) - 1984, 1989.
-- Taça de Honra/Taça Mário Painho (1) - 1987 (M.P) (finalista vencido em 1978 e 1979 na T.H.).

## Taça de Portugal
O Estrela contabiliza 34 presenças na Taça de Portugal (ultrapassou 36 eliminatórias; incluindo 2 desempates, 2 repescagens (uma por sorteio) e 2 prolongamentos; e conseguiu eliminar por 5 vezes equipas de um escalão superior), tendo começado a participar na época de 1968/69. Desde aí, só esteve ausente da Taça em 1972/73, em 1994/95, de 2003/04 a 2006/07 e desde 2008/09 até à atualidade.
O Estrela já jogou para a Taça de Portugal com os três grandes na década de 80: em 1983/84, foi derrotado nos 16ªvos de final pelo Sporting, por 1-5, no Municipal de Portalegre.
A equipa que jogou em 31 de dezembro de 1983 com o Sporting foi a seguinte: Figueiredo, Artur, Catinana, Semedo, Fausto, Curinha, Álvaro, Dorinho (Arlindo, 74 mn), Betinho, Adérito e Herbert. Não utilizados: Matela, Augusto, Reginaldo e Estrela.
Na época de 1985/86, foi derrotado no Estádio das Antas, em 15 de dezembro de 1985, por 1-10, pelo F.C. Porto, nos 32ªvos de final,
Em 1987/88, na derrota com o S.L. Benfica na Luz, por 0-1, nos 16ª vos de final, resistiu até ao minuto 116, num ano em que as águias foram à Final da Taça dos Campeões.
A equipa que fez parte de uma das páginas mais gloriosas do clube, no dia 16 de fevereiro de 1988, foi a seguinte: Figueiredo, José Carlos, José António, Betinho (Álvaro, 113 mn), Paulo Tomás, Alberto (Tony, 76 mn), Umbelino, Nuno, Monteiro, Manaca, Inácio Brito. Não utilizados: Lourenço, Elói e Cid.
O clube participou pela 1ª vez na Taça de Portugal em 1968/69, tendo chegado aos 32ªvos de final, derrotado em casa pelos Leões de Santarém (da 2ª Divisão) por 0-2. Antes, teve uma estreia auspiciosa, derrotando o Almada (também da 2ª Divisão), na 1ª eliminatória (no jogo de desempate em casa, por 2-1, depois de um empate fora 0-0). Foi depois derrotado nos 64ªvos de final pelo Feirense fora, por 0-2, mas na repescagem derrotou o Guarda, por 2-0, em casa. Em 1969/70, derrotou o Lusitano VRSA na 1ª eliminatória, por 2-0, em casa, sendo depois eliminado fora, pelo Sintrense, por 0-1 (da 2ª Divisão).
Em 1970/71, venceu em casa o Grandolense por 3-2, na 1ª eliminatória, perdendo depois por 2-3, em Marrazes.
Em 1971/72, ganhou fora, por 3-0, ao Norte e Soure, na 1ª eliminatória, perdendo depois fora, por 2-3, contra o Vasco da Gama da Vidigueira. Depois do interregno na época de 1973, em 1973/74 regressou à festa da Taça, vencendo por 3-1 na Nazaré, na 1ª eliminatória, caindo depois no jogo de desempate com o Torreense (da 2ª Divisão), em casa, por 1-2, depois de um empate em Torres Vedras a 2-2. Em 1974/75, derrota no Barreiro, por 0-4, na 2ª eliminatória. Em 1975/76, nova derrota na 2ª eliminatória, por 0-2 fora, com o Lusitano de Évora. Em 1976/77, derrota por 0-1, fora, na Marinha Grande, na 1ª eliminatória, e depois na repescagem, em Águeda, por 1-2.
Na época de 1977/78, foi derrotado por 0-3 fora pelo primo divisionário V. Setúbal nos 32ªvos de final, depois de eliminar o Eléctrico da Ponte de Sor. (1-0, fora), e o G.D. Prado (2-1, em casa, após prolongamento). Na época de 1978/79, derrotou na 1ª eliminatória o Tocha (1-0, fora), e na 2ª eliminatória em casa a Naval 1º Maio, por 2-0, tendo depois sido derrotado nos 32ªvos de final por 0-2, em Penafiel. Em 1979/80, vitória por 1-0 em casa, contra o Alcains, na 1ª eliminatória, e depois derrota por 1-2, em Alcanena.
Na época de 1980/81, conseguiu pela 1ª vez chegar aos 16ªvos de final, sendo derrotada pelo Sacavenense por 1-3, no jogo de desempate (0-0 em casa), depois de eliminar o Torres Novas (2-0, fora), o U. Santarém (1-0, fora) e o Marinhense (2-0, em casa).  Em 1981/82, foi derrotado fora, pelo "vizinho" Alpalhoense, na 1ª eliminatória, por 0-1.
O momento mais alto do Estrela na Taça foi conseguido em 1982/83, quando na 2ª eliminatória derrotou em casa o primodivisionário V. Setúbal, por 2-1, e depois o Sintrense (também 2-1, em casa), tendo caído de novo nos 16ªvos de final em Leixões, por 1-3 (curiosamente, para disputar o jogo com o Setúbal, o Estrela foi repescado por sorteio, tendo sido eliminado anteriormente nos 128ªvos de final pelo Santa Clara (0-0, em casa e 1-5, fora, no jogo de desempate)).
O 2º momento mais alto da história do Estrela na Taça foi conseguido na época de 1983/84, tendo vencido o Estrela da Amadora (da 2ª Divisão), em Portalegre por 6-0, nos 64ªvos de final. Foi posteriormente eliminado em Portalegre pelo Sporting, nos 16ªavos de final (eliminou também o São Romão, 1-0, fora, na 1ª eliminatória, e o U. Almeirim, por 2-1, fora, nos 32ªvos de final).
Em 1984/85, vitória em casa por 2-0, ao Campinense, na 2ª eliminatória,  e derrota por 0-2, em Régua, nos 32ªvos de final. Em 1985/86, antes da derrota no Estádio das Antas, derrotou os Pescadores da Costa da Caparica, por 3-0, em casa.
Em 1986/87, derrota por 0-2, fora, contra o Moreirense, na 2ª eliminatória. Em 1987/88, antes do brilhante desempenho no Estádio da Luz, o Estrela eliminou o Atlético do Cacém (6-0, em casa) e o Maia (1-0, em casa).
Em 1988/89, o Estrela foi derrotado por 0-2 em Alba, na 1ª eliminatória. Em 1989/90, nova derrota na 1ª eliminatória, em casa, com o Torres Novas, por 0-1.
Em 1990/91, derrota em Nelas, por 0-1, na 1ª eliminatória. Em 1991/92, vitória por 3-0 em casa, com o Penalva do Castelo, e depois derrota por 0-1, fora, com o Olivais e Moscavide, na 2ª eliminatória. Em 1992/93, derrota em Gouveia, por 1-3, na 1ª eliminatória. Em 1993/94, vitória por 2-0, em casa, com o Bidoeirense, e depois derrota, em casa, por 1-2, com o Ermesinde (da 2ª Divisão "B"), na 2ª eliminatória. A seguir à presença no Distrital, em 1995, o Estrela regressou à Taça em 1995/96, vencendo na 1ª eliminatória o Alcanenense, em casa, por 3-1, sendo depois derrotado por 0-2 em Fornos de Algodres, na eliminatória seguinte.
Em 1996/97, novo embate com uma equipa primodivisionária, nove anos depois, desta feita o Belenenses, com uma derrota em casa por 1-4, nos 32ªvos de final, depois de ter eliminado o Lobão (2-0, em casa), o Esmoriz (3-0, em casa), e o Lagoa (0-0, fora e 3-0, em casa, no jogo de desempate).
Em 1997/98, o Estrela chegou pela 5ª vez aos 16ªvos de final, jogando de novo com um primo divisionário no Municipal, o Leça, sendo derrotado apenas por 0-1 no prolongamento, depois de ter eliminado o Torres Novas (2-1, fora), o Fiães (2-1, em casa) e o Oriental (da 2ª Divisão "B"), por 2-0, em casa, após prolongamento. Em 1998/99, atingiu a 3ª eliminatória, eliminado pelo Vilafranquense (1-2, em casa), depois de ter ultrapassado o Marinhense (2-1, fora).
Em 1999/00, foi derrotado em São João de Ver, por 0-1, na 1ª eliminatória. Em 2000/01, nova derrota na 1a eliminatória, em Penalva do Castelo, por 0-1. Em 2001/02, a última vez que o Estrela ultrapassou uma eliminatória da Taça, derrotou o Valecambrense (3-1, fora), o Esmoriz (4-0, em casa), e depois em Fátima o clube local (da 2ª Divisão "B"), por 3-1, na 3ª eliminatória, tendo sido eliminado nos 32ªvos de final em casa, pelo primo divisionário Farense, por 1-5.
Em 2002/03, o Estrela foi derrotado fora, pelo Cesarense, por 1-2, na 2ª eliminatória. A última participação do Estrela na Taça foi na época de 2007/08, tendo sido eliminado pelo Cova da Piedade (1-3, fora), na 1ª eliminatória.

### Campeonatos nacionais e Taça de Portugal (resumo)
CAMPEONATO DE PORTUGAL (7) - 1926, 1929 a 1934.
Resumo: 7 Jogos, 0 Vitórias, 0 Empates, 7 Derrotas, 7 Golos Marcados - 36 Golos Sofridos (-29 negativo no Goal Average).
2ª DIVISÃO (inclui IIª Liga) (22) - 1936 a 1940, 1942, 1944, 1945, 1950, 1975 a 1981, 1983, 1985 a 1989.
#Despromoções em 1981, 1983 e 1989.
IIª Liga (3) - 1936 a 1938.
--2º classificado na sua série em 1936 e 1938.
Resumo: 20 Jogos, 9 Vitórias, 5 Empates, 6 Derrotas, 59 Golos Marcados - 35 Golos Sofridos (+24 positivo no Goal Average).
2ª Divisão (1ª versão) (6) - 1939, 1940, 1942, 1944, 1945, 1950.
--1º classificado na sua série em 1940 (eliminado na 2a fase).
--2º classificado em 1939.
Resumo: 53 Jogos, 15 Vitórias, 11 Empates, 27 Derrotas, 77 Golos Marcados - 110 Golos Sofridos (-33 negativo no Goal Average).
2ª Divisão (13) - 1975 a 1981, 1983, 1985 a 1989.
--2º classificado em 1978 e 2º na Liguilha de subida à 1ª Divisão.
--4º classificado em 1979.
--5º classificado em 1978, 1986 e 1988.
Resumo: 422 Jogos, 149 Vitórias, 109 Empates, 164 Derrotas, 486 Golos Marcados - 490 Golos Sofridos (-4 negativo no Goal Average).
Resumo Total das participações em 2ªs Divisões: 495 Jogos, 173 Vitórias, 125 Empates, 197 Derrotas, 622 Golos Marcados - 635 Golos Sofridos (-13 negativo no Goal Average).
2ª DIVISÃO "B" (equivalente a uma 3ª Divisão em hierarquia) (3) - 1998, 1999, 2003.
#Despromoção em 1999.
--2º classificado em 2003.
Resumo: 104 Jogos, 46 Vitórias, 29 Empates, 29 Derrotas, 145 Golos Marcados - 105 Golos Sofridos (+40 positivo no Goal Average).
3ª DIVISÃO (32) - 1948, 1949, 1951 a 1962, 1969 a 1972, 1974, 1982, 1984, 1990 a 1994, 1996, 1997, 2000 a 2002, 2008.
#Subidas para a 2ª Divisão em: 1974 (finalista vencido), 1982, 1984 (apurado para a final, que não se realizou).
#Subidas para a 2a Divisão "B" em: 1997, 2002 (4º classificado na 2ª Fase).
#Despromoções em 1972, 1994 e 2008.
#Vitórias no Campeonato Distrital de Portalegre, e subida à 3ª Divisão: 1968, 1973, 1995, 2007 (em 1948 e 1949, a vitória deu o direito de participação na 3a Divisão, mas em eliminatórias, sem manutenção ou descida).
--Eliminado na 2ª eliminatória (4ºs de Final) em 1948.
--Vencedor da sua série, sem promoção, em 1952, 1953, 1954 e 1956 (eliminado na 2ª Fase).
--2º classificado na sua série em 1955 e 1957 (eliminado na 2ª Fase).
--3º classificado em 2001.
--4º classificado em 1998.
Resumo: 726 Jogos, 308 Vitórias, 168 Empates, 250 Derrotas, 1129 Golos Marcados - 814 Golos Sofridos (+315 positivo no Goal Average).
Resumo Total em campeonatos nacionais: 1332 Jogos, 527 Vitórias, 322 Empates, 483 Derrotas, 1903 Golos Marcados - 1590 Golos Sofridos (+313 positivo no Goal Average).
TAÇA DE PORTUGAL (34) - 1969 a 1972, 1974 a 1994, 1996 a 2003, 2008.
--16ªvos de final (5) - 1981 (eliminado pelo Sacavenense), 1983 (eliminado pelo Leixões), 1984 (eliminado pelo Sporting), 1988 (eliminado pelo Benfica), 1998 (eliminado pelo Leça).
--32ªvos de final (7) - 1969 (eliminado pelos Leões de Santarém), 1978 (eliminado pelo Setúbal), 1979 (eliminado pelo Penafiel), 1985 (eliminado pelo Régua), 1986 (eliminado pelo Porto), 1997 (eliminado pelo Belenenses), 2002 (eliminado pelo Farense).
Resumo: 78 Jogos, 36 Vitórias, 5 Empates, 37 Derrotas, 106 Golos Marcados - 107 Golos Sofridos (igual no Goal Average).
Resumo total de todas as participações do S.C. Estrela em competições nacionais oficiais (64)- 1410 Jogos, 563 Vitórias, 327 Empates, 520 Derrotas, 2009 Golos Marcados - 1697 Golos Sofridos (+312 positivo no Goal Average).
Nota: dados recolhidos, entre outros, dos jornais locais "A Plebe", "A Rabeca", "Voz Portalegrense", "Distrito de Portalegre", "Fonte Nova" e "Alto Alentejo".

## Escalões jovens e modalidades amadoras
O clube teve sempre equipas nos escalões jovens, com vários títulos distritais e regionais, e diversas participações e manutenções nos campeonatos nacionais (em 24 participações em Campeonatos Nacionais, o Estrela conseguiu manter-se na 1ª Divisão por 9 vezes). Em 28 Fases Zonais (a que tinha acesso o vencedor do Distrital e por vezes as equipas seguintes na classificação), participou na 2ª Fase por 3 vezes (e ficou 8 vezes em 2º lugar). O campeonato distrital de Juniores principiou em 1945; o de Juvenis em 1964 (inicialmente como campeonato de Principiantes, e a partir de 1966 com a designação atual); o de Iniciados começou em 1977; o de Infantis em 1984 e o de Benjamins em 2002.
Em 1957, os Juniores estiveram a uma vitória de ir aos 8ªvos de final do Campeonato, ficando na fase zonal atrás do Sp. Covilhã (0-1, fora e 2-1, em casa), e à frente dos Leões de Santarém (1-1, fora, e 0-1, em casa, na última jornada) e da Ac. Santarém (1-0, em casa e 1-1, fora). Em 1958, ficaram em 3º na fase zonal, atrás do Sp. Covilhã e do Leões de Santarém, e à frente do Riachense.
Os Juniores participaram ainda no Campeonato Nacional, nas épocas de 1964 (com 6 equipas), 1970 (a partir daqui com 8 equipas), 1971 (como vice-campeão distrital) e 1972 (a sua 2ª melhor classificação de sempre, em 3o lugar).
Em 1975, foi conseguido o melhor resultado de sempre em Juniores, com o apuramento para a 2ª fase, onde foi eliminado pelo Peniche (2-2, em casa e 2-4, fora).
O Estrela participou ainda no Nacional nas épocas de 1976, 1982 (a partir desta época, já disputado em série de 10 equipas, com despromoções e não em fase zonal, como nos anos anteriores), 1985, 1988 e 1998 (aqui com 12 equipas).
Em 2023, o Estrela participou pela primeira vez no Nacional de Juniores da 2ª Divisão, na Série D.
Destaca-se ainda a presença no Nacional em 1986/87, conseguindo a manutenção na última jornada, derrotando a Académica de Coimbra por 2-0 (tendo terminado em 7º lugar, com os mesmos pontos que o Marinhense).
A equipa que conseguiu esta manutenção histórica foi a seguinte: João Garção, Crespo, Saião, Cid (Ricardo II, 70 mn), Ricardo I, Canário, Anfelde, Renato, Luís Miguel, Gabriel (Hélder, 77 mn) e Chico.
Em Juvenis, destaca-se a brilhante campanha de 1966, em que o Estrela ganhou a sua fase zonal, à frente do Portalegrense (1-1, em casa e 1-0, fora), Sp. Covilhã (1-0, fora e 0-0, em casa) e Guarda (1-1 em casa e 1-1, fora, sendo depois eliminado nos 4ºs de Final pela Académica de Coimbra (0-8, em casa e 0-5, fora).
Nos anos seguintes, o Estrela esteve perto de repetir a proeza, ficando três vezes em 2º lugar da sua zona, e perdendo sempre o apuramento nas últimas jornadas: em 1969, ficou atrás do Tramagal (1-0, em casa e 0-2, fora, na última jornada), e à frente do Portalegrense (0-1, em casa e vitória fora, ?) e do Benfica Castelo Branco (1-0, fora e 4-1 em casa); em 1970, como vice-campeão distrital, ficou atrás do Campomaiorense (2-2, em casa e 1-1, fora), e à frente do Sp. Abrantes (3-0, em casa e 0-1, fora, na última jornada) e do Tramagal (1-0, fora e 4-0, em casa); em 1971, como vice-campeão distrital, ficou atrás do Sp. Abrantes (0-2, fora e 1-0, em casa), e à frente d' O Elvas (5-0, em casa e 1-1, fora, na penúltima jornada) e do Torres Novas (1-2, fora e 2-1, em casa).
Em 1984, ocorreu a melhor participação de sempre das camadas jovens do Estrela, num nacional de jovens: na 1ª Fase, ficou à frente do Benfica de Castelo Branco (1-1, em casa e ?, fora), do Fundão (?, em casa e 1-0, fora) e do Nisa e Benfica (6-1, fora e 2-0, em casa). Na 2ª Fase, que apurava o vencedor da série para as meias-finais da competição, ficou num brilhante 2º lugar, atrás do Beira-Mar (1-4, fora e 0-3, em casa), e à frente da Naval 1º de Maio (0-0, em casa e 0-1, fora) e dos Cracks de Lamego (2-1, em casa e 3-2, fora).
De mencionar ainda a presença no Nacional em 1987/88 (com 12 equipas), em que o Estrela defrontou o Sporting, de Luís Figo, Peixe e Paulo Torres (no Municipal de Portalegre, 1-8, com o Sporting a conseguir o 1-1 apenas no fim da 1ª parte) e o Benfica, de Rui Costa, Rui Bento e Brassard (com quem perdeu apenas por 0-1, no antigo Estádio dos Assentos).
A equipa do Estrela que jogou nesse embate memorável com o Benfica foi a seguinte: Tó Garção, Rui, Miguel Ângelo, Jorge Pacheco, Carlos Ferreira (Leandro, 66 mn), Ângelo, Ricardo Escarameia, Guedes (Monteiro, 46 mn), Luís Nabais, Fernando Lopes e Quintino. Suplentes: João Paulo, Bilé e Ginja.
Este escalão participou ainda na Fase Zonal, nas épocas de 1974 (como vice-campeão distrital, 3º à frente d' O Elvas e atrás do Tramagal e do U. Tomar), 1979 (3º, atrás do Juventude de Évora e do Lusitano de Évora), 1980 (2º, à frente do S.L. Évora (1-0, em casa e 0-0, fora), Eléctrico P. Sor (2-0, em casa e 0-2, fora) e atrás do Juventude de Évora (0-0, em casa e 0-0, fora), 1981, 1983 (3º na sua série, à frente do Estrela de Vendas Novas e atrás do Borbense e do Eléctrico) e 1985 (como vice-campeão distrital, 4º e último na sua série, atrás do U. Almeirim, Alter do Chão e Portalegrense). Já no Campeonato Nacional, teve também presenças nas épocas de 1990 (a sua melhor classificação neste formato, 9º, a apenas 1 ponto do play-off de permanência), 1993, 1996, 1998, 2000 e 2002.
Em 2024, o Estrela participa pela primeira vez no Nacional de Juvenis da 2ª Divisão, na Série D.
Em Iniciados, esteve presente no Campeonato Nacional de 1995 até 1997 e depois de 1999 até 2005, 7 épocas consecutivas  na 1ª Divisão, o que constitui um recorde no nosso distrito em escalões jovens (em 2003 ficou no 4º lugar da Série D, atrás de U. Leiria, Cartaxo e CADE Entroncamento, apenas a 3 pontos do apuramento para a 2ª Fase).
Os Iniciados participaram ainda na Fase Zonal, nas épocas de 1978 (2º, atrás do Alferrarede e à frente do Eléctrico P. Sor e do Chamusquense), 1979, 1982 (2º na sua série, à frente do Portalegrense e Bombeiros de Almeida e atrás do Benfica de Castelo Branco), 1983 (3º na Série E, à frente da Esc. Sec. Nun' Alvares e atrás do Alpalhoense e do Salesianos), 1984 (2º, à frente do Portalegrense (1-0, fora e ?, em casa), dos Bombeiros de Almeida (?, fora e 1-0, em casa) e atrás do Benfica de Castelo Branco (1-1, em casa e 0-2, fora)) e 1985. Depois de 14 anos de interregno, este escalão voltou a disputar o Nacional da 1ª Divisão, em 2019, defrontando o Sporting e o Benfica na 1ª Fase.
Em Infantis, o Estrela participou na Fase Zonal, nas épocas de 1987 (como 2º classificado no Distrital), 1990 e 1991.
Ao longo dos anos, o Estrela cedeu aos três grandes e a outros clubes de nomeada vários jogadores nos escalões jovens, assim como vários jogadores para as seleções distritais de Sub-17, Sub-19 e Sub-23, que participam nos torneios nacionais de Interassociações realizados pela F.P.F.
Em 2004, a seleção distrital de Esperanças, composta por alguns atletas do Estrela, venceu no Estádio do Jamor o Torneio Interassociações Lopes da Silva, derrotando a seleção de Braga por penáltis, competindo no ano seguinte na Taça das Regiões da UEFA, ficando em 3º lugar (sem derrotas) no grupo 4 da Fase Intermédia, realizado na República Checa, averbando 3 pontos decorrentes de 3 empates (com os representantes do país anfitrião, o Brno (1-1), da Holanda, District Zuid (1-1), e da Suécia, Vasby (0-0)).
Participações nos Nacionais de Jovens (53):
- - Juniores (14) - 1957 (2º), 1958 (3º), 1964 (5º), 1970 (8º), 1971 (8º), 1972 (3º), 1975 (2ª Fase), 1976 (?), 1982 (?), 1985 (?), 1987 (7º), 1988 (?), 1998 (?), 2023 (2ª Divisão, 9º).
- - Juvenis (19) - 1966 (2ª Fase), 1969 (2º), 1970 (2º), 1971 (2º), 1974 (3º), 1979 (3º), 1980 (2º), 1981 (?), 1983 (3º), 1984 (2ª Fase), 1985 (4º), 1988 (10º), 1990 (9º), 1993 (?), 1996 (?), 1998 (?), 2000 (12º), 2002 (10º), 2024 (2ª Divisão,  10º).
- - Iniciados (17) - 1978 (2º), 1979 (?), 1982 (2º), 1983 (3º), 1984 (2º), 1985 (?), 1995 (?), 1996 (?), 1997 (?), 1999 (8º), 2000 (7º), 2001 (9º), 2002 (8º), 2003 (4º), 2004 (9º), 2005 (12º), 2019 (12º).
- - Infantis (3) - 1987 (?), 1990 (?), 1991 (?).

Resumo de vitórias no Campeonato Distrital (dados a partir da época de 1979/80 disponibilizados no site da A.F.P. ; os  dados dos anos anteriores, retirados dos jornais "A Rabeca" e "Distrito de Portalegre"):
- - Juniores (16) - 1948, 1949, 1957, 1958, 1964, 1970, 1972, 1975, 1976, 1981, 1984, 1986, 1997, 1999, 2015, 2023.
- - Juvenis (16) - 1966, 1969, 1975, 1979, 1980, 1982, 1984, 1987, 1989, 1992, 1995, 1997, 1999, 2001, 2007, 2023.
- - Iniciados (8) - 1978, 1979, 1982, 1983, 1985, 1994, 1998, 2018.
- - Infantis (7) - 1984, 1990, 1991, 2007, 2009, 2013, 2023 (sub-12).
- - Escolas/Benjamins (3) - 2005, 2011, 2016.
- - Futebol Feminino (1) - 2008.

Resumo de vitórias na Taça da A.F.P.:
- - Juniores (2) - 2022, 2023.
- - Juvenis (4) - 2015, 2019, 2022, 2023.
- - Iniciados (2) - 2009, 2017.
- - Infantis (4) - 2009, 2013, 2023 (Sub-13), 2024 (Sub-13).
- - Escolas/Benjamins (1) - 2003.
- - Futebol Feminino (2) - 2007, 2009.

Resumo de vitórias na Supertaça da A.F.P.:
- - Juniores (2) - 2015, 2018.
- - Juvenis (1) - 2019.
- - Iniciados (2) - 2015, 2017.
- - Futebol Feminino (2) - 2008, 2009.

Resumo de vitórias no Torneio de Abertura/Taça de Honra & Torneio de Encerramento da A.F.P.:
- - Juniores (2) - 2015 (TE), 2018 (TH).
- - Iniciados (2) - 2003 (TE), 2015 (TA).
- - Infantis (1) - 2024 (TA, Sub-13).

Resumo Total dos escalões jovens + Futebol Feminino:
- - Campeonato Distrital (50+1)
- - Taça A.F.P. (13+2)
- - Supertaça A.F.P. (5+2)
- - Torneio de Abertura/Taça de Honra & Torneio de Encerramento da A.F.P. (5)

Mas o Estrela não é só futebol. O Clube teve em determinada altura um grupo cénico e também secções amadoras, tais como o Andebol, Pesca Desportiva, Campismo, Ténis de Mesa, Basquetebol, Ginástica, Voleibol, Cicloturismo, Natação, Futsal, Atletismo, Xadrez, etc.
A secção de Andebol Masculino foi criada em 1973 e a Feminina em 1977 (terminando ambas em 1981). No Andebol Masculino, filiou-se na Associação de Andebol de Castelo Branco, tendo sido em 1974/75 vice-campeã distrital. Subiu à 2ª Divisão Nacional nesse ano, tendo participado neste escalão durante várias épocas, com o momento mais alto a surgir em 1976/77, quando atingiu as meias finais da Taça de Portugal, sendo derrotado em Vila Nova de Gaia pelo FC Gaia (que depois perdeu a final com o FC Porto). Em 1980, a disputar o Campeonato da 3ª Divisão, o Estrela viu o seu atleta Salvador Campo Maior ser chamado à seleção de Esperanças e Joaquim Barroso, anteriormente chamado a representar a mesma seleção, foi convocado para a equipa principal de Portugal. O Estrela também foi várias vezes Campeão Distrital, nos escalões jovens. A secção feminina participou em 1980 na 2ª Divisão Nacional.
A secção de Voleibol Masculino foi criada em 1975, e em 1976/77 o Estrela classificou-se em 7º lugar no Campeonato Nacional da 2ª Divisão.

### Futebol Feminino
Depois de uma primeira experiência no clube, no início dos anos 80, com algumas das suas jogadoras a integrar a Seleção Distrital que participou no Torneio Internacional Extremadura - Alto Alentejo, e de um regresso temporário na época de 2002/03, tendo sido 4ª classificada no campeonato distrital, o Estrela de Portalegre criou em 2006 uma secção de futebol sénior Feminino (com a equipa que transitou do C.C.D. Desportalegre, vencedora de 3 Taças da Associação de Futebol de Portalegre, em 2004, 2005 e 2006, e de uma Supertaça, em 2006).
Em 2006/07, esta equipa foi vice-campeã distrital (a 1 ponto do C.D. Portalegrense 1925), venceu a Taça A.F.P. (derrotando por 4-0 na final a equipa da Sociedade Instrução e Recreio, de Elvas, depois de ter eliminado nas meias-finais o Portalegrense, com 0-0, fora e 1-0, em casa), e foi finalista vencida na Supertaça (derrota com o Portalegrense por 3-2 nas grandes penalidades, após empate a 1 golo no tempo regulamentar).
Em 2007/08, conseguiu o título de Campeã Distrital sem derrotas, e apenas com um golo sofrido em 8 jogos, conseguindo também a conquista da Supertaça, após derrotar nas grandes penalidades o Portalegrense, por 2-1, depois do nulo no tempo regulamentar, conquistando desta forma em dois anos os três troféus em disputa nas provas distritais. Foi ainda eliminada nas meias-finais da Taça A.F.P. pelo Portalegrense, após desempate por grandes penalidades, 2-3, depois do empate a 1 golo no tempo regulamentar.
Em 2008/09, depois de uma época cheia de lesões e de um acidente grave, que deixou hospitalizados o treinador e uma das pedras basilares do plantel, o Estrela perdeu o campeonato por 2 golos de diferença, numa reta final cheia de "casos" estranhos, que beneficiou o S.I.R. Elvas. Em campo, o Estrela conquistou com brilhantismo a sua 2ª Taça A.F.P. (vitória por 3-0 frente ao F.C. Crato, depois de ter eliminado nos 4ºs de final o Portalegrense, por 4-3, e nas meias-finais o S.I.R. Elvas, por 4-1) e a sua 2ª Supertaça (vitória por 1-0 frente ao S.I.R. Elvas ), tornando-se assim na altura a equipa com mais troféus a nível distrital.
Em 2009/10, último ano da equipa, a época não correu bem em termos desportivos, sendo a única temporada em que o Estrela não conquistou qualquer troféu, embora tenha sido a secção do clube melhor classificada. A equipa sagrou-se vice-campeã distrital pela 3ª vez em 4 anos, e em termos físicos, a época foi positiva, não ocorrendo nenhuma lesão de monta.
De mencionar também, as presenças do Estrela em torneios realizados na cidade de Portalegre, tendo em 2006, em futebol de 7, sido derrotado pela margem mínima pelo Boavista, o clube português com melhor palmarés a nível nacional, e participado em 2010 na Golden Cup de Futsal, defrontando nas meias-finais o Unichâpeco Nilo, à altura bicampeã do Brasil e vencedora da Taça das Nações, o Campeonato do Mundo oficioso, tendo ficado no último lugar do pódio, à frente do Portalegrense e atrás das brasileiras e do Atlético de Madrid.
De entre as jogadoras que passaram pela equipa, co-treinada pela velha glória do Belenenses e internacional Júnior por Portugal, Fernando Catinana, e por Francisco Santana Maia, destacam-se a Internacional A pelo Estrela, Carolina Mendes, e a antiga internacional da seleção de Sub-19 Vera Costa, e as jogadoras Cristiana Relvas, Alexandra Rosado e Neuza Vaz, por várias vezes chamadas a treinos da mesma seleção, as duas últimas ao serviço do Estrela. O Estrela cedeu ainda várias jogadoras para as seleções distritais de Sub-17 e Sub-19, que participaram nos torneios nacionais realizados pela F.P.F. A seleção de sub-17 conseguiu em 2006 chegar às meias-finais do Torneio Interassociações Lopes da Silva.
Resumo de vitórias (5):
--Campeonato (1) - 2008 (vice-campeã em 2007, 2009 e 2010).
--Taça A.F.P. (2) - 2007, 2009.
--Supertaça A.F.P. (2) - 2008, 2009 (finalista vencida em 2007).
Resumo Total dos Campeonatos: 38 jogos, 27 vitórias, 6 empates, 5 derrotas, 144 golos marcados, 16 golos sofridos (+128 positivo no Goal Average)
Resumo Total da Taça e Supertaça A.F.P.: 11 jogos (incluem-se aqui os jogos decididos por penaltis, mas apenas no resultado ao fim do jogo), 5 vitórias, 5 empates, 1 derrota,16 golos marcados, 5 golos sofridos (+11 positivo no Goal Average)
Resumo Total das participações nas provas da A.F.P.: 49 jogos, 32 vitórias, 11 empates, 6 derrotas, 160 golos marcados, 21 golos sofridos (+139 positivo no Goal Average)

## Hino do Sport Clube Estrela
"Estrêla brilhante! eis o emblema,
Do mais antigo Clube da cidade,
Que para ele nunca há dilema,
Ainda na maior adversidade.
Honra ao seu grande passado,
Cheio de gloriosas acções,
Seu nome s'rá sempre falado
Pelas futuras gerações.
Para a frente, para a frente!
Pelo Estrêla glorioso,
Que uma luz ardente,
O faz sempre luminoso!
--Oh rapaziada, oh rapaziada,
--Oh gente bela,
Gritai, animada:
Viva o Estrêla, viva o Estrêla.
Fixemos a Estrêla brilhante,
Do grandioso Clube amado,
Emblema belo e fascinante,
Do nosso título admirado.
Pelo seu progresso e bem estar,
Sacrifiquemos a nossa vida.
Pois só assim se fará durar
A Estrêla nunca esquecida.
Para a frente, para a frente!
Pelo Estrêla glorioso,
Que uma luz ardente,
O faz sempre luminoso!
--Oh rapaziada, oh rapaziada,
--Oh gente bela,
Gritai, animada:
Viva o Estrêla, viva o Estrêla."
Letra de António B. Ceia
Música de Angêlo Silva
Portalegre, 12/07/1933

## Estádio
A equipa Sénior treina e joga no Estádio Municipal de Portalegre. As camadas jovens do Estrela disputam habitualmente os seus jogos caseiros no Estádio Municipal Eduardo de Sousa Lima, assim designado, em 2008, em honra do conhecido ex-futebolista portalegrense, o popular Professor "Du".